# Charles Rocket
Charles Rocket, właściwie Charles Adams Claverie (ur. 24 sierpnia 1949 w Bangor, zm. 7 października 2005 w Canterbury w Connecticut) – amerykański aktor filmowy i telewizyjny.

## Życiorys

### Wczesne lata
Urodził się w Bangor w stanie Maine jako syn Mary Aurelia (z domu Fogler) i Sumnera Abbotta „Hama” Claverie. Uczęszczał do Rhode Island School of Design w Rhode Island. W latach 70. był częścią kultury niszowej i sceny undergroundowej, do której należeli też frontman zespołu Talking Heads – David Byrne czy reżyser Gus Van Sant.

### Kariera
Początkowo jako Charles Kennedy był reporterem telewizyjnych wiadomości i prezenterem Channel 12 WPRI, KOAA-TV w Pueblo w Kolorado oraz WTVF w Nashville w Tennessee. W latach 1980–81 występował w programie rozrywkowym NBC Saturday Night Live, którego producentem był Lorne Michaels. Pojawił się gościnnie w sitcomie HBO Detektywi (The Investigators, 1984) jako legendarny Truman Knuman z Paulem Reiserem i serialu ABC Hawajska gorączka (Hawaiian Heat, 1984) z Tracy Scoggins. Wystąpił także w teledyskach: „Yer So Bad” Toma Petty (1989), „King of the Hill”  Rogera McGuinna z Tomem Petty (1991) i „Good Year” zespołu The Refreshments (1997). Grał role drugoplanowe w kilku kinowych hitach, m.in.: Tańczący z wilkami (1990) czy Głupi i głupszy (1994).

## Życie prywatne
W 1970 roku w Fall River w stanie Massachusetts na pokładzie pancernika USS Massachusetts poślubił swoją dziewczynę Beth Crellin, z którą miał syna Zane’a.
7 października 2005 jego ciało zostało znalezione na polu w pobliżu Canterbury w Connecticut. Jego śmierć była samobójstwem. Miał 56 lat.

## Filmografia

### filmy fabularne
- Ziemskie dziewczyny są łatwe (1988) jako dr Ted Gallagher
- Jak dostałem się na studia (1989) jako Leo Whitman
- Tańczący z wilkami (1990) jako porucznik Elgin
- Majaki (1991) jako Ty Hedison
- Rozgniatacz mózgów (1993) jako Jones
- Hokus pokus (1993) jako Dave Dennison, ojciec Maxa i Dani
- Na skróty (1993) jako Wally Littleton
- Głupi i głupszy (1994) jako Nicholas Andre
- Karawana (1994) jako generał Larchmont
- Braterskie porachunki (1995) jako szeryf Otis
- Tom i Huck (1995) jako sędzia Thatcher
- Morderstwo w Białym Domu (1997) jako Jeffrey
- Dzień ojca (1997) jako Russ Trainor
- Ziemia straceńców (1998) jako Mel Desordo
- Pokerzyści (2003) jako Tony D.

### seriale telewizyjne
- Detektyw Remington Steele (1982–1987) jako Peter Gillespie (gościnnie)
- Hardcastle i McCormick (1983–1986) jako Bill Bauer (gościnnie)
- Policjanci z Miami (1984–1989) jako Marty Worthington (gościnnie)
- Na wariackich papierach (1985–1989) jako Richard „Ed” Addison, brat Davida (wystąpił w 6 odcinkach)
- Napisała: Morderstwo (1984–1996) jako porucznik Stuyvesant (gościnnie)
- Zagubiony w czasie (1989–1993) jako komandor Dirk Riker / Michael G. Blake (gościnnie)
- Tequila i Bonetti (1992) jako kapitan Midian Knight
- Skrzydła (1990–1997) jako Danny (gościnnie)
- Gdzie diabeł mówi dobranoc (1992–1996) jako Chuck Dante (gościnnie)
- Nowe przygody Supermana (1993–1997) jako Ryan Wiley (gościnnie)
- Grace w opałach (1993–1998) jako Davis (gościnnie)
- Z Archiwum X (1993–2002) jako Grant Ellis (gościnnie)
- Dotyk anioła (1994−2003) jako Adam (wystąpił w 10 odcinkach)
- Cybill (1995–1998) jako Charlie Addison (gościnnie)
- Star Trek: Voyager (1995–2001) jako Jippeq (gościnnie)
- Kameleon (1996–2000) jako Carl Bishop (gościnnie)
- Trzecia planeta od Słońca (1996–2001) jako Gary (gościnnie)
- Diabli nadali (1998–2007) jako Steve (gościnnie)